# دی‌اچ-۳
دی‌اچ-۳ (به انگلیسی: Häfeli_DH-3) یک هواگرد ملخ‌پیشین تک‌موتوره از نوع شناسایی ساخت شرکت K + W است. این هواگرد در سال ۱۹۱۷ میلادی رسماً معرفی گردید. در مجموع، تعداد ۲۴ فروند از این هواگرد ساخته شده‌است.
طراح این هواگرد، August Häfeli بود.